# Adventicia (anatomía)
La adventicia es la capa externa de tejido conectivo fibroso que rodea un órgano o los vasos sanguíneos.
Cuando hace referencia a los vasos sanguíneos, se utiliza el término túnica adventicia para hacer referencia a la capa externa que rodea los vasos del sistema circulatorio, por encima de la túnica intima y la túnica media. La adventicia vascular actúa como un centro de procesamiento biológico para la recuperación, integración, almacenamiento y liberación de reguladores clave para las funciones de la paredes vasculares. Es la capa más compleja de la paredes de los vasos y está compuesta por una variedad de células que incluyen fibroblastos, células inmunomoduladoras (dendríticas y macrófagos), células progenitoras, células endoteliales y pericitos vasa vasorum, y neuronas adrenérgicos.
En el aparato reproductor masculino, una capa adventicia rodea los testículos y los conductos deferentes.
El término adventicia deviene de la palabra latina adventicïus, que significa 'venido de afuera, suplementario'.